# Rugldalen Station
Rugldalen Station (Rugldalen stasjon) er en tidligere jernbanestation på Rørosbanen, der ligger i Røros kommune i Norge.
Stationen åbnede 16. januar 1877, da banen mellem Singsås og Røros blev taget i brug. Oprindeligt hed den Tyvold, men den skiftede navn til Tyvoll i april 1921 og til Rugldalen 1. januar 1939. Den blev nedgraderet til trinbræt 15. august 1959. Betjeningen med persontog ophørte 14. december 2003, men stationen er ikke nedlagt officielt.
Stationsbygningen blev opført til åbningen i 1877 efter tegninger af Peter Andreas Blix. Den blev revet ned i 1975.
Fra 1886 til 1910 var stationen endestation for den 9,3 km lange industribane Arvedalslinjen til Kongens gruve. På den tid var stationen en vigtig mellemstation for transport af kobbermalm og svovlkis fra Nordgruvefeltet og videre til hhv. Kobberværket i Røros og eksporthavnen i Trondheim.